# Bus Expreso El Alto
Bus Expreso El Alto es el servicio de transporte boliviano constituido por la flota de buses a cargo de la Cooperativa, antes Sindicato, Bus Expreso El Alto.
Presta el servicio expreso desde la plaza Alonzo de Mendoza en el Centro de la ciudad de  La Paz, a Villa Adela en El Alto, es una iniciativa completamente privada y por casi veinte años, hasta la llegada de Mi Teleférico y PumaKatari, el único servicio de transporte expreso de alta capacidad en Bolivia.
Durante un periodo de tiempo prestço servicio con el primer y único Bus articulado con capacidad de 130 pasajeros modelo Volvo Fl-10.

## Proceso de Modernización
Aún está en proyecto la compra de Buses modernos que circulen por carriles exclusivos.